# Смолвил: Хрониките на Клои
„Смолвил: Хрониките на Клои“ (на английски: Smallville: Chloe Chronicles) е поредица, произлизаща от сериала „Смолвил“. Поредицата се върти около героинята Клои Съливан.
Първите епизоди започват с разследване след епизода от първия сезон на „Смолвил“ „Jitters“, но са включени чак в DVD-тата с втория сезон. Втория сезон на „Хрониките на Клои“ е включен в DVD-тата с третия сезон на „Смолвил“.
DVD-тата с четвъртия сезон на „Смолвил“ не съдържат епизоди от Хрониките, но нови епизоди под името „Хрониките на отмъщението“ (Vengeance Chronicles) бяха пуснати онлайн. Историята при тях се основава на епизода от петия сезон на „Смолвил“ „Vengeance“. Включени са в DVD-тата с петия сезон като бонус. Спонсорирани са от контактни лещи „Acuvue“.
 Внимание:  Текстът по-долу разкрива сюжета на произведението (или части от него)!

## Хрониките на Клои
Първият сезон на „Хрониките на Клои“ проследява разследването на Клои за Ниво 3 на завода ЛутърКорп в Смолвил след събитията от „Jitters“. В първото видео Клои разкрива твърдението на мисията си: да открие доказателства за заразен работник на ЛутърКорп на име Ърл Дженкинс. Клои интервюира вдовицата на Дженкинс, която обяснява историята на треперенията на съпруга ѝ и кога са започнали да се случват. Тя показва на Клои чифт обувки, с които той е ходил на работа, подметките на които несъмнено са покрити с метеоритен прах (криптонит).
Клои предполага, че буйните треперения на Дженкинс и окончателната му смърт са свързани с продължително излагане на метеоритен прах (криптонит). Тя проследява метеоритните експерименти до компания, наречена Ню-Корп и открива бивш учен, д-р Артър Уолш, който сега преподава биология в гимназията. Клои разбира, че той иска да предаде информация за случилото се с Ърл. Д-р Уолш изчезва преди Клои да успее да го интервюира отново. В третото видео Клои интервюира Джеймисън, за когото тя предполага, че е извлякъл парични облаги от проекта, защото заема важна длъжност в Ню-Корп.
Джеймисън отрича твърдението за изследване на метеоритните камъни и твърди, че то е само във въображението на Уолш. Обвиненията на Клои му омръзват и той прекратява интервюто. Но когато Клои се връща при Уолш, офисът му е празен и него никакъв го няма. Преди Клои да си тръгне, тя приема от негово име колет, съдържащ голяма сума пари. Бележката е анонимна, а после Клои разбира, че компанията, извършила доставката не съществува. Тя дава парите на семейството на Дженкинс.

## Хрониките на Клои, сезон 2
Бикс, бивш тюлен от флота и някогашен член на „Групата за заличаване“ на ЛутърКорп, се свързва с Клои с неразгадаема загадка от изчезналия Артър Уолш. Клои решава да продължи да разследва, защото разбира, че невинни животи зависят от нея. Уолш, който преди е смятан за мъртъв, ѝ изпраща няколко филмови клипа, които я завеждат до гроба на Сара Стромбърг, студентка по журналистика в Университета в Метрополис, която е свързана с Уолш. Клои открива, че Уолш, Донован Джеймисън (началник на Ню-Корп) и покойният д-р Стивън Хамилтън са работили заедно по експерименти с метеорити. Клои усеща, че със Сара Стромбърг са сродни души и решава да извоюва справедливост за нея.
Клои, с Пит като снимачен екип, се промъква в подземната лаборатория на Джеймисън, където Джеймисън обяснява, че е експериментирал върху мъртви метеоритни изроди, включително Шон Келвин, Грег Аркин и Тина Гриър. Въпреки че Джеймисън твърди, че изследването му е добронамерено, Клои открива видеозапис, който е доказателство за замесването на Джеймисън в смъртта на Сара Стромбърг след като тя е стигнала прекалено близо до разкриване на експериментите му.
Уолш очевидно е знаел за Джеймисън и се е изправил срещу него заради замесеността му. Подразбира се, че след това Джеймисън е убил Уолш. Когато Джеймисън разбира за уличаващата го видеокасета, той атакува Клои. Проявявайки същите „треперения“ като Ърл Дженкинс, Джеймисън разкрива, че той всъщност изследва метеоритните изроди, за да наследи силите им. Пит и Клои побягват от смъртоносния Джеймисън и Клои хвърля по него резервоар с водород, за да го забави. Ръката на Джеймисън трепери прекалено силно и резервоарът експлодира, убива го и подпалва лабораторията.
В края на Хрониките Клои и Пит избягват от горящата лаборатория, но попадат на минаващата лимузина на Лайнъл Лутър. Разбирайки, че Лайнъл е финансирал Джеймисън от самото начало, Клои се зарича да го повали. Лайнъл отвръща със скрита заплаха, но оставя Клои и Пит да си тръгнат, защото разбира, че те нямат никакви доказателства, с които да го уличат. Накрая Клои решава да не разкрива подробности за замесеността на Уолш с Ню-Корп и Сара, за да защити семейството му. Ню-Корп се срива, а Ниво 3 изглежда престава да съществува.

## Хрониките на отмъщението
В тази поредица, произлизаща от епизода на „Смолвил“ „Vengeance“, Клои се съюзява с костюмирана супергероиня, която тя нарича „Ангелът на отмъщението“. В реалния живот това е нейната кротка колежка Андреа Рохас (чийто костюм напомня на този на Жената Прилеп). Андреа е убила мъжа, който е убил активистката ѝ майка, и е направила опит да отнеме живота на Лайнъл Лутър заради обвързаността му с това престъпление. В хода на събитията Андреа се обръща към Клои за помощ, когато подобрената „Група за заличаване“ на Лайнъл започва безмилостно да я преследва.
Проблемите на Клои се влошават, когато тя разбира, че вместо да разформирова проекта на баща си, Лекс Лутър е развил Ниво 3 в Ниво 33.1. Това е подпроект, който използва мутанти със свръхспособности да увеличат технологията на ЛутърКорп. Сред тези мутанти са Моли Григс (от епизода „Delete“), Ник Янг, Барт Алън (бъдещият Светкавица в епизода „Run“) и Микаил Миксиезпитлик (от епизода „Jinx“). Когато Клои разкрива 33.1, плановете на ЛутърКорп отново се провалят.
- Забележка: Андреа Рохас е също истинското име на Акрата (на английски: Acrata), героиня на ДиСи Комикс с различна история и различни способности. Освен това Андреа в „Смолвил“ споменава, че майка ѝ е била част от организация, наречена Акрата.

## Списък на епизоди
- Хрониките на Клои
  - Въведение
  - Хроника 1
  - Хроника 2
  - Хроника 3
  - Хроника 4

- Хрониките на Клои, сезон 2
  - Хроника 5
  - Хроника 6
  - Хроника 7

- Хрониките на отмъщенето
  - Клои
  - Отмъщение: Мрачен герой
  - Помощ от приятел
  - Янг
  - 33.1
  - Танца в имението
  - Нов вид сцена в плевнята